# Neue Rundschau

La Neue Rundschau, fondée en 1890 par les éditions S. Fischer, est un trimestriel littéraire allemand. Avec plus de cent-vingt ans de publication sans interruption, c'est l'une des plus anciennes revues culturelles en Europe.

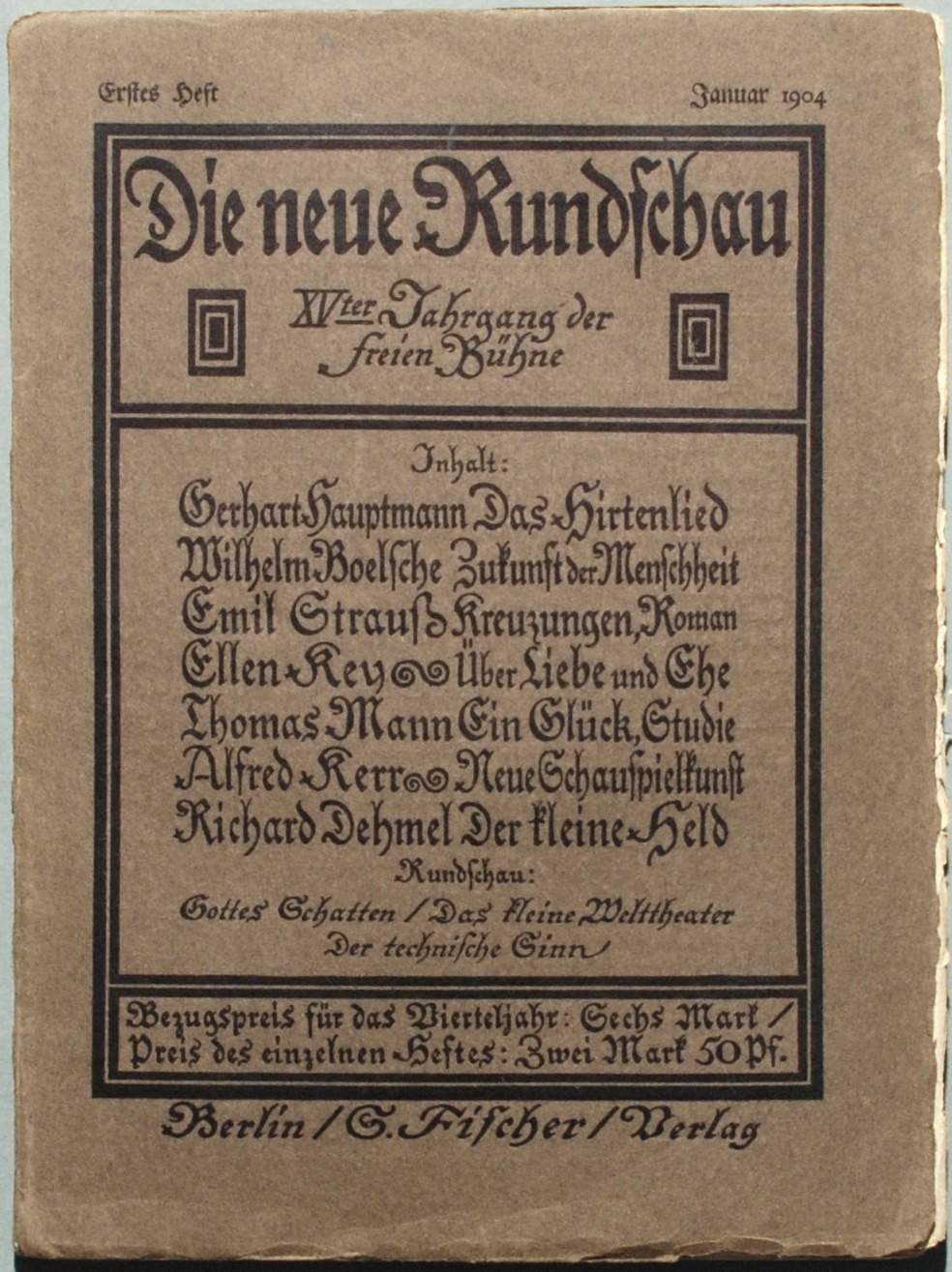
Première de couverture de la Neue Rundschau en 1904

## Histoire
Le critique de théâtre Otto Brahm et l'éditeur Samuel Fischer créent le périodique en 1890 avec comme titre Freie Bühne für modernes Leben (La scène libre pour une vie moderne). Ils veulent offrir un périodique hedmomadaire pour les nouveaux mouvements artistiques comme le naturalisme. Le magazine ne se limite pas à une seule forme d'art : il comporte également des articles sur le théâtre. En 1892, après des discussions sur les centres d'intérêt artistiques du magazine, celui-ci prend un nouveau titre, la Freie Bühne für den Entwickelungskampf der Zeit, un changement de titre accompagné par un glissement vers un contenu plus populaire et une périodicité mensuelle. En 1893, Otto Julius Bierbaum en devient l'éditeur et le renomme Neue Deutsche Rundschau. À la suite de ses différends avec with Samuel Fischer, Bierbaum démissionne après quatre mois.
De 1894 à 1922, Oskar Bie est l'éditeur du périodique, qu'il renomme en 1904 Die neue Rundschau. Le mensuel devient l'un des plus importants forums pour la littérature contemporaine dans l'empire allemand puis la république de Weimar. Ses liens avec les éditions S. Fischer-Verlag permettent que des écrivains majeurs y publient la première édition de leurs œuvres, comme Alfred Kerr, Robert Musil, et de 1919 à 1921, Alfred Döblin qui écrit pour la revue sous le nom de plume de Left Poot.
Rudolf Kayser puis, en 1932, Peter Suhrkamp succèdent à Bie comme éditeurs. Le périodique est interdit fin 1944 par le régime nazi et reparaît en 1945 Stockholm, sous la direction de Gottfried Bermann-Fischer, exilé d'Allemagne.
La Neue Rundschau est actuellement éditée à Berlin et publiée trimestriellement.

## Contenu
Chaque publication contient des articles thématiques auxquels contribuent des écrivains, des scientifiques et de philosophes ; c'est également un lien de discussion entre écrivains et de traduction de textes littéraires.

## Premières publications d'œuvres littéraires

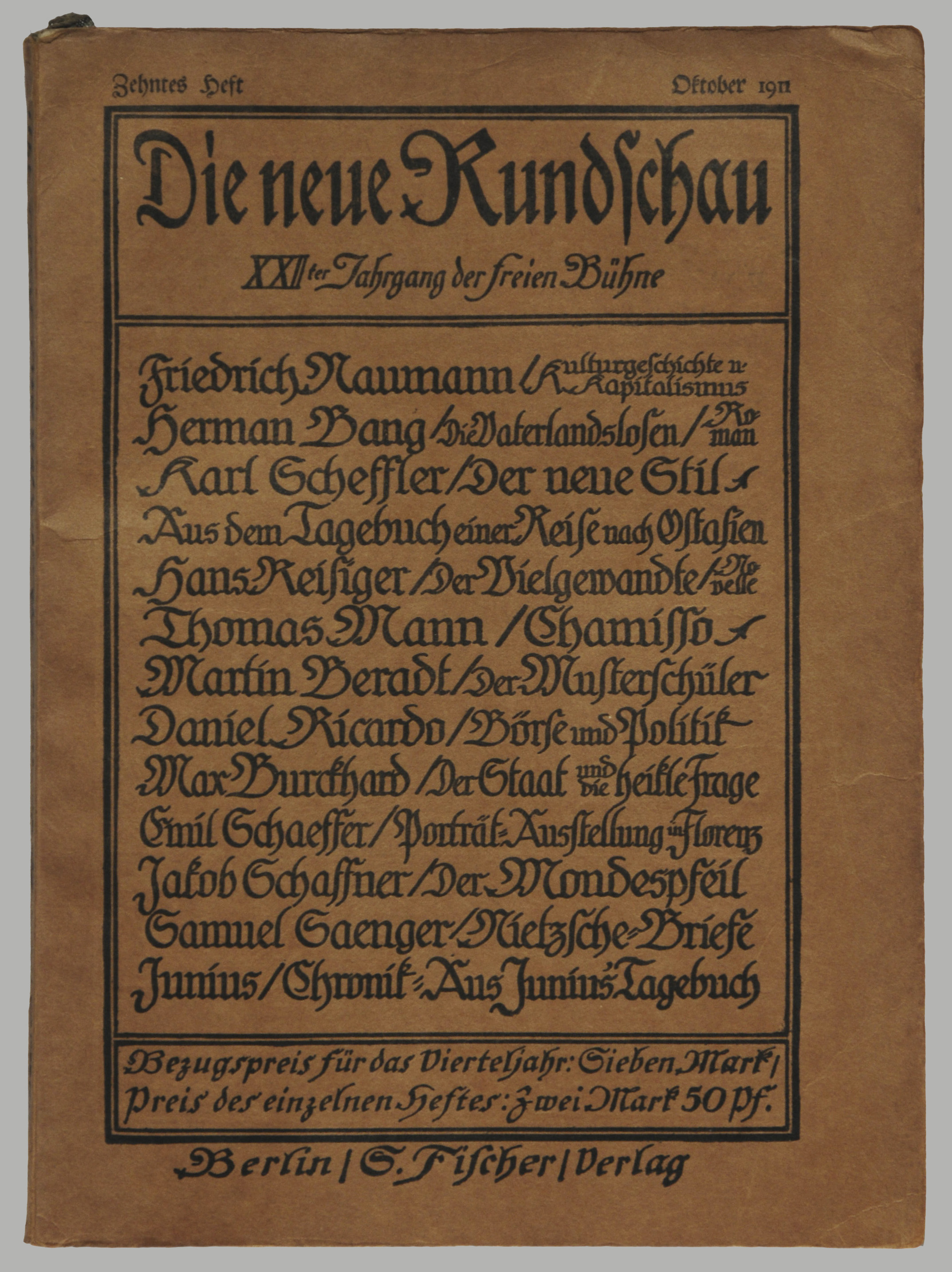
Die Neue Rundschau, Thomas Mann, 1911.

La revue a édité de nombreuses premières publications de textes littéraires. Parmi celles-ci, on compte des auteurs comme Rainer Maria Rilke, Arthur Schnitzler, Thomas Mann avec sa nouvelle Der kleine Herr Friedemann en 1896, en 1904 Gerhart Hauptmann (Das Hirtenlied) et Wilhelm Boelsche's (Zukunft der Menschhei). Figurent aussi parmi ces premières publications  Kreuzungen d'Emil Strauß, Über Liebe und Eh d'Ellen Kelly, Ein Glück de Thomas Mann, Neue Schauspielkunst d'Alfred Kerr et Der kleine Hel de Richard Dehmel. Kinderseele d'Hermann Hesse y est publié en 1919. Robert Musil souhaite y publier La métamorphose de Franz Kafka en 1914, mais le texte est jugé trop long ; en 1922, la revue édite un autre texte de Kafka, Ein Hungerkünstler.